# Osservatorio Astronomico di Ostrovik
L'Osservatorio Astronomico di Ostrovik è un osservatorio astronomico gestito dall'Università di Varsavia ed è situato nel piccolo villaggio di Ostrovik vicino alla città di Otwock, a 40 km a sud est di Varsavia, in Polonia.
L'osservatorio è stato fondato nel 1948 come stazione settentrionale (Północna Stacja Obserwacyjna) dell'osservatorio astronomico dell'università di Varsavia.
Nel 1973 vi fu installato quello che ad oggi è ancora lo strumento principale della stazione, il telescopio Zeiss 600 acquisito dalla Carl Zeiss di Jena; lo strumento è di tipo Cassegrain da 60 cm con una lunghezza focale di 7500 mm a montatura equatoriale ed ampio campo visivo (10′).
Operativo ininterrottamente dal 1973, nel suddetto anno è stato dotato di una fotocamera CCD Tektronix con risoluzione 512 × 512 pixel e definizione di 0,74″ per pixel. Tale configurazione, con il supporto di un autoguida e prima dell'impossibilità di effettuare ricerca di buona qualità a causa dell'inquinamento luminoso, consentiva di osservare oggetti sino ad una magnitudine di 19. Si effettuavano progetti di ricerca nel campo delle stelle variabili in ammassi aperti e stelle cataclismiche come nel progetto CURVE del 2003 - 2004.
Attualmente l'osservatorio è utilizzato principalmente per effettuare divulgazione astronomica e per la formazione pratica degli studenti. La struttura possiede anche un telescopio rifrattore prebellico di 25 cm di diametro prodotto dal manifatturiere inglese di strumentazione ottica Sir Howard Grubb-Parsons and Co., ereditato dall'osservatorio ucraino di Biały Słoń (Elefante Bianco), un campus per osservazioni astronomiche situato sulla vetta del Pip Ivan ora abbandonato; il telescopio viene utilizzato a fini mediatico-divulgativi.